# Reel Big Fish
Reel Big Fish ist eine US-amerikanische Ska-Punk-Band aus Orange County (Kalifornien). Seit ihrer Gründung im Jahr 1991 und der Demo In the Good Old Days…, ist nur noch Aaron Barrett als Original-Mitglied der Band zu sehen. Dan Regan stieß 1994 zur Band hinzu und Scott Klopfenstein wirkte erstmals beim zweiten Album Turn The Radio Off mit.

## Geschichte
Reel Big Fish wurden von Aaron Barrett, Matt Wong und Andrew Gonzales gegründet, und traten in ihren Anfängen als eine typische Coverband für Rock- und Pop-Klassiker in Erscheinung. Ihr Debütalbum Everything Sucks, welches zu einem Hit in der Untergrund-Szene avancierte, verschaffte der Band einen Vertrag bei dem Label Mojo Records. Das Ende 1996 auf den US-amerikanischen Markt gebrachte Album Turn the Radio Off konnten Reel Big Fish schließlich in der Ska-Punk-Szene etablieren und die Band begann damit, durch die USA zu touren. Mit der Singleauskoppelung Sell Out, die in den USA zu einem großen Radiohit wurde und für den Soundtrack zum Videospiel FIFA 2000 verwendet wurde, konnten erste Mainstream-Erfolge erzielt werden. Nach der Veröffentlichung von Keep Your Receipt EP (1997) und Why Do They Rock So Hard? (1998) gaben Andrew Gonzales, Grant Barry und Travis Werts ihren Ausstieg bekannt.
1996 waren Reel Big Fish in Die Sportskanonen zu sehen, einem Film der South-Park-Erfinder Trey Parker und Matt Stone. Zum Film erschien als Single eine Coverversion des a-ha-Hits Take on Me.
2002 ist ein Greatest-Hits-Album mit dem Namen Favourite Noise auf den europäischen Markt gekommen. Noch im selben Jahr folgte die nächste reguläre Scheibe Cheer Up!, bei der die Single Where Have You Been in die amerikanischen Charts einstieg.
Am 20. Juni 2003 kündigte Carlos de la Graza nach einem Konzert in Anaheim, welches später als DVD (The Show Must Go Off – Live at the House of Blues) veröffentlicht wurde, seinen Rücktritt an, um sich anderen Bereichen seiner Karriere widmen zu können. 2004 wurde dann Tyler Jones von Barrett wegen seiner Alkoholexzesse gefeuert und durch John Christianson ersetzt. Tavis Werts und Grant Barry stießen für kurze Zeit als Ersatz hinzu.
Im Jahr 2005 erschien dann das fünfte Album We’re Not Happy ’Til You’re Not Happy, bei dem Justin Ferreira als Drummer zu hören ist. Er wurde jedoch vor dem offiziellen Release gefeuert und durch Ryland Steen ersetzt.
2006 wurden Reel Big Fish von dem Label Jive Records abgesetzt, woraufhin sie ihr eigenes Label Rock Ridge Music gründen und es zur Veröffentlichung des Live-Albums Our Live Album Is Better Than Your Live Album kommt, welches auch die DVD You’re All In This Together enthält. Auch wurde im selben Jahr das Album Greatest Hit… And More von dem ehemaligen Label der Band Mojo Records veröffentlicht, was Reel Big Fish nicht gerne sahen. Deshalb forderten sie die Fans in ihrem Myspace-Blog auf, das Album nicht zu kaufen. Man solle lieber in die Band selber investieren, als in ihr Ex-Label.
Im darauffolgenden Jahr produzierten Reel Big Fish zusammen mit Zolof The Rock & Roll Destroyer die Split-EP Duet All Night Long, auf dem sich gecoverte Songs befinden. Am 26. Juni 2007 gab Matt Wong bekannt, dass er die Band verlassen wird. Grund dafür war laut der Band sein erst kürzlich geborenes Kind und seine Ehefrau. Er wolle sich lieber auf seine Rolle als Familienvater konzentrieren und mehr Zeit mit Kind und Ehefrau verbringen. Derek Gibbs, ein Freund der Band, hat die Rolle des Bassisten übernommen. Er hat bereits bei Jeffries Fan Club und auch bei The Forces of Evil, einem Nebenprojekt von Aaron Barret, Bass-Gitarre gespielt.
Am 10. Juli 2007 erschien dann das erste Studioalbum nach dem Labelwechsel Monkeys for Nothin' and the Chimps for Free (der Name ist eine Anspielung auf die Single Money for Nothing von den Dire Straits), das neue wie auch ältere, noch nie veröffentlichte Songs beinhaltet. Außerdem ist auf einer DVD die Produktion des Albums zu sehen.
Das neue Coveralbum Fame, Fortune and Fornication wurde am 20. Januar 2009 veröffentlicht und enthält neue Fassungen bekannter Hits von u. a. Tom Petty, Poison und Slade. Am 20. Juli 2010 brachten sie ein weiteres Album heraus, A Best of Us for the Rest of Us, welches 22 neu aufgenommene Lieder und 14 „Skacoustic“-Fassungen beinhaltet.
Am 11. Januar 2011 gab Scott Klopfenstein seinen Austritt aus der Band bekannt.

## Diskografie

### Studioalben
- 1995: Everything Sucks (Wiederveröffentlichung 2002)
- 1996: Turn the Radio Off (US: Gold)[2]
- 1998: Why Do They Rock So Hard?
- 2002: Cheer Up!
- 2005: We’re Not Happy ’Til You’re Not Happy
- 2007: Monkeys for Nothin’ and the Chimps for Free
- 2009: Fame, Fortune and Fornication
- 2012: Candy Coated Fury
- 2014: Happy Skalidays
- 2018: Life Sucks... Let’s Dance!

### Livealben
- 2006: Our Live Album Is Better Than Your Live Album

### Kompilationen
- 2000: Viva La Internet
- 2002: Favorite Noise
- 2006: Greatest Hit...And More
- 2010: The Best of Us for the Rest of Us

### EPs
- 1997: Keep Your Receipt EP
- 2006: Duet All Night Long

### Demos
- 1992: In the Good Old Days...
- 1994: Return of the Mullet
- 1994: Buy This!

### Videoalben
- 2003: Episode 8 – The Show Must Go Off! Reel Big Fish – Live at the House of Blues
- 2006: You’re All in This Together
- 2009: Reel Big Fish Live! In Concert!

### 7" Vinyl
- 1996: Teen Beef
- 1997: Vacationing in Palm Springs

### Beteiligungen
- Dead Bands Party: A Tribute to Oingo Boingo – Titel 5, We Close Our Eyes
- Take Warning: The Songs of Operation Ivy – Titel 2, Unity
- The Duran Duran Tribute Album – Titel 6, Hungry Like The Wolf
- BASEketball Original Soundtrack – Titel 1, Take on Me, Titel 10 Beer
- Where Is My Mind? – A Tribute to the Pixies – Titel 9, Gigantic
- The Wild Thornberrys Soundtrack – Titel 9, Monkey Man
- Metalliska – Titel 3, Kiss Me Deadly
- Samba de Amigo – Take on Me
- Go Cat Go! A Tribute to Stray Cats – Titel 3, Stray Cat Strut
- Misfits of Ska – Skatanic